# Campus Sint-Ursula
Campus Sint-Ursula Lier is een secundaire, katholieke school met een middenschool en een bovenbouw ASO (Sint-Ursulalyceum) en een bovenbouw TSO en BSO (Sint-Ursula-Instituut). Ook de basisschool Sint-Ursula Klim op, aan de Mechelsestraat, behoort tot de campus.

## Geschiedenis
De school is opgericht te Lier door de zusters Ursulinen aan het begin van de twintigste eeuw en omvatte aanvankelijk een lagere school voor meisjes, aangevuld met een kleuterschool ("bewaarschool"). Bij de opheffing van de vierde graad lager onderwijs na de Tweede Wereldoorlog werd die omgevormd tot een huishoudschool, maar al vlug aangevuld met een handelsafdeling. In 1955 startte men met een klassieke humaniora, die Sint-Ursulalyceum werd gedoopt. dit was een belangrijke stap in de emancipatie van de meisjesstudenten. De school kende een gestage groei tot de jaren 1980, met uitbreiding van het aantal studierichtingen en de geleidelijke invoering van gemengd onderwijs (in overleg met het aan de overkant van de straat gelegen Sint-Gummaruscollege, wat aanvankelijk alleen voor jongens toegankelijk was).

### Huidige situatie
Begin 21e eeuw opereert de school onder de noemer Campus Sint-Ursula en bestaat ze uit drie entiteiten met elk een eigen directie:
- Middenschool (1ste graad),
- een bovenbouw 2de en 3de graad ASO ("het lyceum") en
- een bovenbouw 2de en 3de graad TSO en BSO ("het instituut").